# Zhang Yi (Zivilverwalter)
Zhang Yi (chinesisch 張裔), Hofname (Zi) Boyi (君嗣, * 167?; † 230) war ein Zivilverwalter der chinesischen Shu-Han-Dynastie.
Ursprünglich diente er dem Gouverneur und Warlord Liu Zhang in Sichuan. Bei der Invasion Liu Beis im Jahr 211 wurde er von Liu Zhang nach Deyang versetzt, um Liu Bei abzuwehren. Zhang Yi konnte sich jedoch nicht behaupten und unterwarf sich nach seiner Niederlage gegen Liu Beis General Zhang Fei dem Eroberer. Er stieg unter dem neuen Herrn rasch in der Zivilverwaltung auf und wurde vom Strategen Zhuge Liang als einer von Liu Zhangs fähigsten Männern gelobt. Um das Jahr 216 wurde er als Verwalter zur Unterdrückung mehrerer Aufstände kleinerer Warlords in Nanzhong geschickt, verlor den Kampf aber und geriet in Gefangenschaft. Die Rebellen schickten Zhang Yi zum Warlord Sun Quan, der ihn einkerkerte.
Nach Liu Beis Tod im Jahr 223 bemühten sich Shu Han und Sun Quan (Wu), ihr altes Bündnis zu erneuern. Zhuge Liang schickte seinen Offizier Deng Zhi als Botschafter zu Sun Quan und gab ihm auch den Auftrag, Zhang Yis Freilassung zu erwirken. Nachdem Sun Quan den Botschafter empfangen hatte, ließ er Zhang Yi bringen und war von seinem Wissen und Auftreten beeindruckt. Er ließ beide ziehen, bereute die Entscheidung jedoch später und schickte Truppen hinterher, um Zhang Yi zurückzubringen. Gerade rechtzeitig erreichten Deng Zhi und Zhang Yi die Grenze nach Shu Han und entkamen den Verfolgern.